# Министр финансов Японии

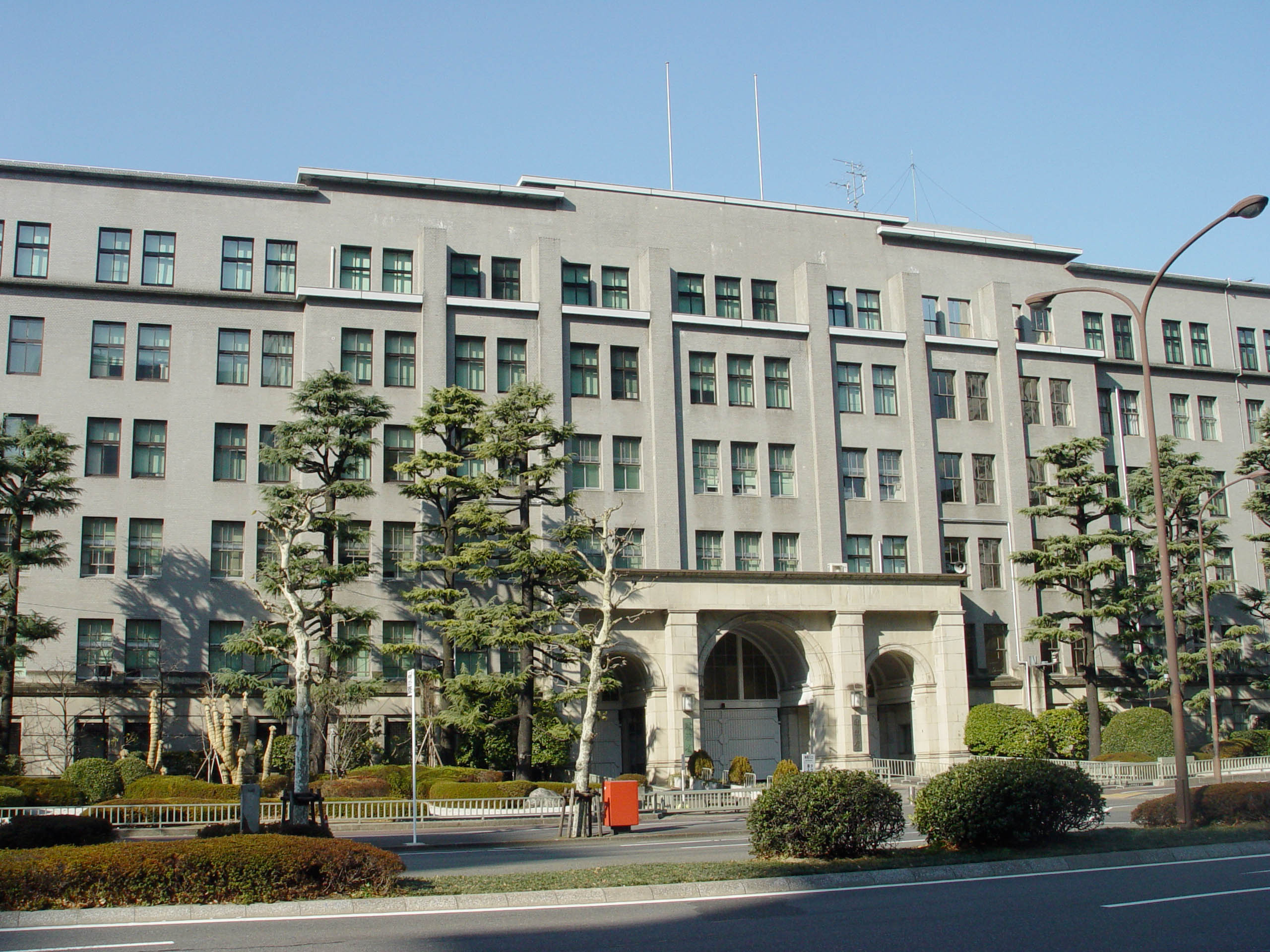
Офис министерства финансов

Министр финансов Японии (яп. 大蔵大臣 О:кура-дайдзин, или 財務大臣 Дзайму-дайдзин) — член Кабинета, ответственный за финансовую политику Японии и руководитель министерства финансов Японии. Традиционно пост был одним из наиболее властных и влиятельных в Кабинете в связи с тем, что Япония располагала крупнейшим в мире золотовалютным запасом. Однако, после серии финансовых скандалов 1990-х годов, этот пост утратил своё значение и часть функций министерства была передана в другие ведомства (Агентство финансовых услуг) и банки (Банк Японии).

## Список министров
- Окубо Тосимити 1871—1873
- Мацуката Масаёси 1881—1885

### Министр финансов Японии (окура-дайдзин) с 1885 года[1]
- Мацуката Масаёси 1885—1892
- Ватанабэ Кунитакэ 1892—1896
- Мацуката Масаёси 1896
- Ватанабэ Кунитакэ 1896
- Мацуката Масаёси 1896—1898
- Иноуэ Каору 1898
- Мацуда Масахиса 1898
- Мацуката Масаёси 1898—1900
- Ватанабэ Кунитакэ 1900—1901
- Сайондзи Киммоти 1901
- Сонэ Арасукэ 1901—1906
- Сакатани Ёсиро 1906—1908
- Мацуда Масахиса 1908
- Кацура Таро 1908—1911
- Ямомото Тацуо 1911—1912
- Вакацуки Рэйдзиро 1912—1913
- Такахаси Корэкиё 1913—1914 (16-й), 1918—1922 (21-й), 1927 (28-й), 1931—1934 (31-й), 1934—1936 (33-й)
- Тэраути Масатакэ 1916
- Дзюити Цусима 1945
- Кэйдзо Сибусава 1945—1946
- Тандзан Исибаси 1946—1947
- Сётаро Яно 1947
- Такэо Курису 1947—1948
- Токутаро Китамура 1948
- Санроку Идзумияма 1948
- Хаято Икэда 1949—1952, 1956—1957 (55-й, 61-й, 62-й)
- Тадахару Мукаи 1952—1953
- Санкуро Огасавара 1953—1954
- Хисато Итимада 1954—1956, 1957—1958
- Эйсаку Сато 1958—1960
- Микио Мидзута 1960—1962, 1966—1968, 1971
- Какуэй Танака 1962—1965
- Такэо Фукуда 1965—1966, 1968—1971, 1973—1974
- Кодзиро Уэки 1971—1972
- Киити Айти 1972—1973
- Масаёси Охира 1974—1976
- Хидэо Бо 1976—1977
- Тацуо Мураяма 1977—1978, 1988—1989
- Иппэй Канэко 1978—1979
- Нобору Такэсита 1979—1980, 1982—1986
- Митио Ватанабэ 1980—1982
- Киити Миядзава 1986—1988, 1998—2001
- Рютаро Хасимото 1988—1991
- Цутому Хата 1991—1992
- Хаяси Ёсиро 1992—1993
- Хирохиса Фудзии 1993—1994
- Масаёси Такэмура 1994—1996
- Ватару Кубо 1996
- Хироси Мицудзука 1996—1998
- Хикару Мацунага 1998

### Министр финансов Японии (дзайму-дайдзин) с2001 года[2]
- Киити Миядзава январь 2001 — апрель 2001
- Масадзюро Сиокава апрель 2001—2003
- Садакадзу Танигаки 2003—2006
- Кодзи Оми 2006—2007
- Фукусиро Нукага 2007—2008
- Буммэй Ибуки 2008
- Сёити Накагава 2008—2009
- Каору Ёсано 2009
- Хирохиса Фудзии 16 сентября 2009 — 7 января 2010
- Наото Кан[3] 7 января — 8 июня 2010
- Ёсихико Нода 8 июня 2010 — 2 сентября 2011
- Дзюн Адзуми 2 сентября 2011 — 1 октября 2012
- Корики Дзёдзима 1 октября 2012 — 26 декабря 2012
- Таро Асо 26 декабря 2012 — 4 октября 2021
- Сюнъити Судзуки — с 4 октября 2021.